# Centrale nucléaire d'Onagawa
La centrale nucléaire de Onagawa (女川原子力発電所, Onagawa genshiryoku hatsudensho) est exploitée la Tohoku Electric Power Company société qui exploite aussi la centrale d'Higashi-Dori. Cette société ne doit pas être confondue avec la Tokyo Electric Power Company souvent désignée par l'acronyme « TEPCO ».
Elle est installée à environ 70 km au nord de Sendaï, sur une superficie de 1 730 000 m2, sur le territoire de deux communes ; en partie sur la ville d'Ishinomaki et sur le bourg d'Onagawa, dans le district d'Oshika de la préfecture de Miyagi, sur la côte pacifique à l'Ouest de l'île de Honshu, l'île principale du Japon. 

Plus précisément, la centrale est située sur la péninsule d'Oshika, près de Matsushima, zones considérée comme abritant parmi les plus beaux paysages du Japon. 
La tranche no 3 de cette centrale a servi de modèle de base à la première tranche (avec quelques améliorations destinées à faciliter la maintenance du réacteur) de la plus récente des centrales japonaise, encore en construction pour les deux dernières tranches, la centrale nucléaire de Higashidori, également construite et gérée par la compagnie électrique Tōhoku.
La centrale nucléaire d'Onagawa était la centrale nucléaire la plus proche de l'épicentre du séisme de Mars 2011, deux fois plus proche que celle de Fukushima Daiichi. Selon l'agence Reuters, les trois réacteurs de la centrale ont résisté avec succès au tremblement de terre et au tsunami de Tōhoku en 2011, démontrant la capacité d'une installation nucléaire bien conçue pour résister, même à l'un des plus puissants séismes de compression majeure et les tsunamis jamais enregistrés, et pour s'arrêter en toute sécurité, sans incident.
Le 15 novembre 2024, le réacteur no 2 est remis en service. : c'est le premier réacteur à eau bouillante japonais à être remis en exploitation depuis la catastrophe de Fukushima.

## Description
La centrale de Onagawa est constituée de trois tranches de production d'électricité par des turbines alimentées par des réacteurs nucléaires à eau bouillante (REB): 
- Onagawa 1 : 524 MWe, mis en service en juin 1984[2], mis à l’arrêt définitif en décembre 2018[5] ;
- Onagawa 2 : 825 MWe, mis en service en juillet 1995[2], arrêtée le 11 mars 2011 et remise en service le 15 novembre 2024[6];
- Onagawa 3 : 825 MWe, mis en service en janvier 2002[2], arrêtée depuis le 11 mars 2011[7].

Les réacteurs 1 et 2 ont été construits par Toshiba et le 3e par Toshiba et Hitachi (en partenariat).
Le site a été excavé pour pouvoir placer les bâtiments de la centrale sur un support consolidé (lit de roches et rochers artificiels).
Selon la compagnie qui la détient, les principaux bâtiments (dont les bâtiments des réacteurs, ceux qui abritent les turbines et le centre de contrôle, ont été disposés en prenant en compte la nature et le paysage.
En janvier de 2001, l'opérateur a obtenu une certification ISO 14001 pour toute la centrale. Selon l'opérateur, la température moyenne de surface d'une zone un peu plus grande que toute la baie est augmentée d'un degré celsius.
En octobre 2018, le déclassement du réacteur 1 est acté, à cause du coût de remise aux normes et de la durée de vie restante du réacteur (inférieur à 6 ans) après les changements dans les normes japonaises pour les centrales nucléaires à la suite de l'accident nucléaire de Fukushima en 2011.
Le réacteur no 2 était par contre sensé démarrer en 2020, après l'obtention de la conformité aux normes à la suite des aménagements terminés en 2019. L'autorisation finale de redémarrage est donnée en novembre 2020, et le réacteur livre du courant le 15 novembre 2024 : c'est le premier réacteur à eau bouillante japonais à être remis en service depuis la catastrophe de Fukushima.

## Sécurité et contrôle
À la fin des années 1990, Hitachi, après avoir développé,, des interfaces homme-machine (incluant des interfaces graphiques et des systèmes multi-fenêtre plus sophistiqués) pour le contrôle des réacteurs à eau bouillante (utilisables aussi dans les simulateurs pour la formation des personnels) a installé dans cette centrale un nouveau système intégré numérique d'interface Homme-machine pour faciliter le contrôle numérique et la supervision par l'opérateur des équipements de traitement des déchets radioactifs (liquides et solides) du réacteur no 3 . Pour cela, Hitachi a mis au point une nouvelle architecture de contrôle et de supervision numérique client-serveur, un contrôleur haute performance visant à préserver la fiabilité du système, et des facilités de flexibilité et l'extensibilité par raccordement au réseau informatique.
Des vérifications d'étanchéité des circuits primaires et secondaires sont régulièrement faites, permettant aussi d'acquérir des données utiles pour la recherche sur le vieillissement des matériaux. On  a par exemple à Onagawa utilisé le microscope électronique à balayage (MEB), en spectroscopie aux rayons X et en microspectroscopie Raman (MSR ; techniques non destructives d'analyse de surfaces) ont permis d'analyser finement et sous la surface de fracture les oxydes se formant sur les zones fissurées par des phénomènes de corrosion, sur un échantillon provenant des tuyauteries de la boucle de circulation primaire de la centrale, pour l'observation et l'analyse moléculaire différentiée de la surface de rupture.

## Impacts environnementaux
En fonctionnement normal, l'eau de mer utilisée pour le refroidissement est renvoyée dans le milieu réchauffée d'environ 7 °C. pour faciliter la dilution de cette eau, un émissaire sous-marin la conduit à environ 10 mètres sous la surface, pour réduire son effet de réchauffement sur les écosystèmes de la baie.

## Contexte paysager
La centrale est construite en fond de baie dans l'un des trois lieux considérés comme les plus pittoresques du Japon selon la compagnie propriétaire de la centrale). La péninsule abritait le Parc quasi national de Minami-Sanriku Kinkazan, espace protégé créé sur 370,6 km2 (dont 231,6 km2 sont une zone marine protégée), d'où les visiteurs peuvent voir la Cobalt Line road, (30 km). Ce parc a été incorporé en 2013 au Parc national de Sanriku Fukkō. Face à la pointe de la péninsule se trouve l'îlot de Kinkazan réputé avoir été première mine d'or du Japon, aujourd'hui recouvert de forêts vierges, où les touristes peuvent observer des troupeaux de cerfs sauvages et de singes.

## Incidents dus à des séismes

### En 2005
La centrale a été affectée par le tremblement de terre de Miyagi de 2005, qui a causé des secousses plus importantes que celles pour laquelle la centrale avait été prévue.  Les analyses faites après l'événement, ont toutefois montré qu'aucun dommage n'avait été causé aux réacteurs. 
Certaines personnes avaient signalé une émission de fumée provenant de la centrale peu après le tremblement de terre et l'avaient signalé, en pensant qu'il s'agissait d'un feu accidentel, mais cette fumée, effectivement produite, a été attribuée aux échappements des générateurs diesel de secours.

### En 2011

#### Le 11 mars 2011
L'agence Kyodo et Reuters ont rapporté que, à la suite du séisme du 11 mars 2011, un incendie s'était déclaré dans un bâtiment de la centrale abritant une turbine mais, selon la compagnie électrique Tōhoku et selon les autorités, sans qu'aucune fuite radioactive n'ait été détectée dans les heures ayant suivi les premières secousses (ni dans les autres sites nucléaires des préfectures touchées).
Selon Reuters, la centrale aurait même servi de refuge à la population locale contre le tsunami,.
L'évacuation de 2 000 habitants se trouvant à proximité a été ordonnée, par mesure de précaution,. Selon le ministère de l'Industrie, onze réacteurs de quatre centrales nucléaires, situées dans la zone touchée, se sont automatiquement arrêtés. Ces quatre centrales ont été automatiquement « arrêtées en toute sécurité », selon l'AIEA qui est en contact avec l'agence japonaise Nuclear and Industrial Safety Agency (NISA), qui rappelle que le combustible nucléaire doit être refroidi même dans des réacteurs arrêtés. L'agence a précisé qu'elle cherchait aussi à s'informer sur l'état des sources radioactives du pays, comme les équipements médicaux et industriels.
Le dimanche 13 mars :
- à 13 h 20, l'AIEA annonce que le niveau de radiation est redevenu normal[23].
- à 15 h : les autorités japonaises ont informé l’AIEA que l’état d’urgence avait été déclaré dans la centrale d’Onagawa ; Les niveaux de rayonnement sur le site avaient atteint 21μSv/heure, niveau auquel selon la législation japonaise, l’opérateur doit se déclarer en état d'urgence, ce qu’il a fait à 12h50 heure locale. Dans les 10 minutes qui ont suivi, le niveau est tombé à 10μSv/heure [24] ,[25],[26]
- à 15 h 35 : l’Agence de sureté nucléaire japonaise annonce la hausse de la radioactivité dans la centrale d'Onagawa ;
- à 16 h 4 : l’Agence de sûreté nucléaire japonaise affirme que le système de refroidissement de la centrale d’Onagawa fonctionne normalement.

L'AIEA confirme à 13 h 55 CET des mesures de radioactivité excédant les niveaux autorisés autour de l'usine d'Onagawa.
- Il s'agirait à 21 h 45 CET, et selon les autorités japonaises, de retombées en provenance de l'usine de Fukushima Daiichi[28], ce qui pourrait fournir les premières indications quant à la propagation radioactive en provenance de cette centrale en termes d'orientation et vitesse.

#### Le jeudi 7 avril 2011
- Jeudi 7 avril 2011 dans la soirée (heure locale), un nouveau séisme de 7,1 sur l'échelle de Richter survient dans la région, avec une alerte au tsunami, qui sera levée après une heure. Les trois tranches nucléaires d'Onagawa étaient alors toujours en arrêt à froid (depuis le séisme du 11 mars). Le refroidissement des réacteurs et piscines de combustible usagé étaient entretenu par des pompes alimentées par une électricité apportée par le réseau extérieur à la centrale. 
Environ deux cents personnes, comptant parmi les nombreuses familles ayant perdu leurs maisons détruites par le tsunami du 11 mars étaient provisoirement abritées dans les locaux de la centrale nucléaire[29]. 
Cette réplique (la plus forte enregistrée depuis la catastrophe de début mars), a endommagé deux des trois lignes électriques connectant la centrale au réseau électrique régional et national, mais le refroidissement a pu être maintenu grâce à la troisième ligne, restée en état[30].
- Vendredi 8 avril, l'exploitant de la centrale annonce la présence de fuites d'eau radioactive dans les bassins de refroidissement du combustible usagé dans les réacteurs 1 et 2[31]. Euronews présente d'abord le fait comme un incident mineur (« de petits débordements d’eau radioactive dans une autre centrale située au nord de Sendai, la centrale nucléaire d’Onagawa, qui est à l’arrêt depuis le séisme du 11 mars. L’incident est toutefois considéré comme mineur »[32]). De l'eau aurait été trouvée sur le sol de la centrale à plusieurs étages dans les trois unités, mais en très petite quantité et avec une très faible radioactivité selon la compagnie électrique Tōhoku[33]. 
Un second communiqué d'Euronews annonce que de l’eau radioactive s'échappe des piscines de stockage de combustible usagé dans les trois réacteurs de la centrale[34]. 
La tranche numéro 2 aurait en outre été endommagée par une vague d'eau[34] ;
Trois autres fuites ont été signalées dans la tranche 3[34] ; Selon la compagnie électrique Tōhoku, les taux de radioactivité autour du site n'ont pas augmenté[34] ;
L'agence de sûreté nucléaire et industrielle japonaise a confirmé que des anomalies avaient été rapportées par la compagnie électrique Tōhoku sur les réacteurs 2 et 3 après la réplique[34] 
Plusieurs images aérienne illustrant les communiqués montrent en outre une nappe d'hydrocarbure s'écoulant de la centrale dans la zone protégée par les digues puis vers la mer[35],[36]